# Ослепший Вит Ствош с внучкой
«Ослепший Вит Ствош с внучкой» (пол. Ociemniały Wit Stwosz z wnuczką) — картина польского художника Яна Матейко на исторический сюжет, созданная в 1865 году. Хранится в Национальном музее в Варшаве.

## Описание и история картины
На картине изображён немецкий скульптор Фейт Штос (известен в Польше как Вит Ствош), стоящий в готической церкви. Левую руку он протягивает к ногам статуи Христа, в правой держит руку внучки. На щеке скульптора видно клеймо, нанесённое по приговору нюрнбергского суда. Слева за колонной виден наблюдатель.
Матейко ещё в детстве любил молиться в Мариацком костёле в Кракове, для которого Штос/Ствош в своё время создал резной алтарь. С юных лет художник интересовался личностью скульптора, в 1855 году он создал портрет Ствоша в детстве. В 1865 году Матейко написал картину «Ослепший Вит Ствош с внучкой», причём внучке главного героя придал черты своей жены Теодоры. Полотно было выставлено на некоторое время в Мариацком костёле, собранные таким образом деньги Матейко передал на реставрацию алтаря и в фонд краковских богаделен.
В том же году картину купил Станислав Потоцкий. С 1894 года она хранилась в музее Любомирских во Львове, в 1936 году Якуб Потоцкий передал её Национальному музею в Варшаве. Во время Варшавского восстания немцы вывезли полотно на территорию Австрии, в 1945 году оно вернулось в Польшу. Хранится в Национальном музее в Варшаве.